# Юг Станоєв
Юг Станоєв (серб. Југ Станојев / Jug Stanojev, нар. 29 липня 1999, Новий Сад) — сербський футболіст, нападник казахстанського клубу «Кайрат».
Виступав також за клуби «Графичар» (Белград) та ТСЦ (Бачка-Топола).
Чемпіон Казахстану.

## Ігрова кар'єра
Народився 29 липня 1999 року в місті Новий Сад. Вихованець юнацьких команд футбольних клубів «Воєводина» та «Црвена Звезда».
У дорослому футболі дебютував 2018 року виступами за команду «Графичар» (Белград), у якій провів два сезони, взявши участь у 60 матчах чемпіонату. Більшість часу, проведеного у складі «Графичара», був основним гравцем атакувальної ланки команди.
Своєю грою за цю команду привернув увагу представників тренерського штабу клубу ТСЦ (Бачка-Топола), до складу якого приєднався 2020 року. Відіграв за команду з Бачка-Тополи наступні три сезони своєї ігрової кар'єри. Граючи у складі ТСЦ також здебільшого виходив на поле в основному складі команди.
Протягом 2023—2024 років захищав кольори клубу «Спартак» (Суботиця).
До складу клубу «Кайрат» приєднався 2024 року. Станом на 7 липня 2024 року відіграв за команду з Алмати 11 матчів в національному чемпіонаті.

## Титули і досягнення
- Чемпіон Казахстану (1):

«Кайрат»: 2024